# Zlog
Za zlog v računalništvu glej bajt.
Zlòg je akustična enota v besedi, ki je povezana z zakonitostmi tvorjenja besed in zakonitostmi poslušanja.
Besede delimo po mejah zloga. V slovenščini vsebuje zlog od 1 do 4 foneme in ima zvenečnostno središče, to je samoglasnik. Za zlog pa zadošča že en samoglasnik, saj tako središče že obstaja. Poznamo odprte in zaprte zloge. Če se zlog konča s sonornim središčem (npr. ko, če, ...), je to odprti zlog, če pa se konča s soglasnikom (npr. tat), je to zaprti zlog.
Ob samoglasniku lahko stoji katerikoli soglasnik. Dva samoglasnika v slovenskem knjižnem jeziku lahko soobstajata, vendar se to pojavlja predvsem v prevzetih besedah (npr. alinea, video, aero). V to mejo med samoglasnikoma se v slovenščini največkrat vrine črko j (npr. idea → ideja).
Število zlogov v besedah ni določeno in jih je v posamezni besedi toliko, kolikor je v njej samoglasnikov. Po tej značilnosti razlikujemo enozložne, dvozložne in večzložne besede. Zlog je lahko tudi brez pisnega samoglasnika in tako lahko tudi črka r nakazuje zložnost (tr-den), v medmetih in prevzetih besedah pa sta lahko v takem položaju ne ob samoglasniku tudi m (hm-kni-ti) in l (Vl-ta-va).:67